# Olympische Winterspiele 2022/Biathlon – Massenstart (Frauen)
Der 12,5-km-Massenstart der Frauen im Biathlon bei den Olympischen Winterspielen 2022 fand am 18. Februar 2022 um 15:00 Uhr Ortszeit (8:00 Uhr MEZ) statt. Austragungsort war das Nordische Ski- und Biathlonzentrum Guyangshu.
Im Anschluss an das Rennen fand im Stadion eine kurze Zeremonie statt. Dabei erhielten die Athletinnen auf dem Podest das Maskottchen Bing Dwen Dwen durch Olle Dahlin. Der Schwede ist Präsident des Weltverbandes IBU. Die Medaillenvergabe fand einen Tag später am Abend auf der sogenannten Medals Plaza in Zhangjiakou statt. Die Medaillen überreichte der Ugander William Blick als Mitglied des Internationalen Olympischen Komitees. Begleitet wurde er dabei von Jiří Hamza aus Tschechien, dem Vizepräsidenten der IBU. Dieser übergab die Blumen an die Medaillengewinnerinnen. Danach wurde die mit der Marseillaise die französische Nationalhymne zu Ehren der Siegerin gespielt.

## Wettkampfbeschreibung
Beim Massenstart über 12,5 km gingen 30 Athletinnen gleichzeitig ins Rennen. Diese stellten sich in zehn Reihen zu drei Athleten auf. Sie liefen vier gleich lange Runden, nach den ersten vier Runden liefen sie jeweils einmal den Schießstand an. Geschossen wurde in der Reihenfolge liegend/liegend/stehend/stehend. Für jede nicht getroffene Scheibe musste die Athletin eine Strafrunde von 150 m Länge absolvieren. Für die Qualifikation des Massenstartrennens galten die gleichen Qualifikationskriterien wie bei Biathlon-Weltmeisterschaften. Mit Startnummern 1–3 gehen die Goldmedaillengewinner der vorherigen Einzelwettkämpfe ins Rennen, mit Startnummern 4–6 die Silber- und mit 7–9 die Bronzemedaillengewinner. Außerdem erhielten die 15 besten Athletinnen der Gesamtwertung des laufenden Biathlon-Weltcups ein Startrecht. Die Anzahl der restlichen Startplätze orientierte sich daran, wie viele Athletinnen in den vorangegangenen Wettkämpfen mehr als eine Medaille gewonnen hatten und so einer oder mehrere Startplätze der ersten neun Athletinnen nicht besetzt wurden, die nachfolgenden Athletinnen rückten dann automatisch mit ihrer Startnummer auf. Die mindestens sechs übrigen Startplätze wurden an die Athletinnen vergeben, die nach dem Punktesystem des Biathlon-Weltcups die meisten Punkte in den vorangegangenen Rennen gewonnen hatten. Ein persönliches Startrecht für die Massenstartsiegerin des Vorjahres wie bei den Weltmeisterschaften gab es nicht.
Totalanstieg: 455 m, Maximalanstieg: 21 m, Höhenunterschied: 52 m 
 30 Teilnehmerinnen aus 15 Ländern, 30 in der Wertung.

## Ergebnisse
| Rang | #  | Athletin                | Nation             | Zeit (min) | Strafrunden (L+S+L+S) | Defizit (min) |
| ---- | -- | ----------------------- | ------------------ | ---------- | --------------------- | ------------- |
| 1    | 10 | Justine Braisaz-Bouchet | Frankreich         | 40:18,0    | 4 (2+1+0+1)           |               |
| 2    | 6  | Tiril Eckhoff           | Norwegen           | 40:33,3    | 4 (0+0+2+2)           | +0:15,3       |
| 3    | 2  | Marte Olsbu Røiseland   | Norwegen           | 40:52,9    | 4 (0+0+2+2)           | +0:34,9       |
| 4    | 13 | Markéta Davidová        | Tschechien         | 41:11,4    | 4 (1+0+1+2)           | +0:53,4       |
| 5    | 15 | Kristina Reszowa        | ROC                | 41:29,0    | 6 (2+1+1+2)           | +1:11,0       |
| 6    | 14 | Julia Simon             | Frankreich         | 41:40,6    | 6 (0+1+3+2)           | +1:22,6       |
| 7    | 19 | Julija Dschyma          | Ukraine            | 41:43,7    | 3 (1+0+2+0)           | +1:25,7       |
| 8    | 25 | Franziska Preuß         | Deutschland        | 41:44,4    | 4 (1+1+1+1)           | +1:26,4       |
| 9    | 4  | Elvira Öberg            | Schweden           | 41:55,7    | 4 (1+0+0+3)           | +1:37,7       |
| 10   | 11 | Hanna Sola              | Belarus            | 41:57,2    | 8 (2+2+1+3)           | +1:39,2       |
| 11   | 8  | Lisa Hauser             | Österreich         | 42:07,6    | 4 (0+1+1+2)           | +1:49,6       |
| 12   | 7  | Dsinara Alimbekawa      | Belarus            | 42:19,2    | 6 (1+1+2+2)           | +2:01,2       |
| 13   | 1  | Denise Herrmann         | Deutschland        | 42:27,1    | 5 (1+1+1+2)           | +2:09,1       |
| 14   | 24 | Katharina Innerhofer    | Österreich         | 42:42,7    | 6 (1+0+2+3)           | +2:24,7       |
| 15   | 27 | Vanessa Hinz            | Deutschland        | 43:12,2    | 4 (0+0+2+2)           | +2:54,2       |
| 16   | 26 | Lena Häcki              | Schweiz            | 43:14,2    | 9 (0+3+3+3)           | +2:56,2       |
| 17   | 23 | Uljana Nigmatullina     | ROC                | 43:14,3    | 6 (2+1+3+0)           | +2:56,3       |
| 18   | 17 | Vanessa Voigt           | Deutschland        | 43:22,7    | 6 (1+2+2+1)           | +3:04,7       |
| 19   | 3  | Anaïs Chevalier-Bouchet | Frankreich         | 43:29,7    | 5 (2+0+2+1)           | +3:11,7       |
| 20   | 30 | Irina Kasakewitsch      | ROC                | 43:34,6    | 7 (1+3+2+1)           | +3:16,6       |
| 21   | 16 | Mona Brorsson           | Schweden           | 43:37,4    | 6 (2+1+2+1)           | +3:19,4       |
| 22   | 5  | Dorothea Wierer         | Italien            | 43:41,0    | 8 (2+2+2+2)           | +3:23,0       |
| 23   | 29 | Deedra Irwin            | Vereinigte Staaten | 43:42,1    | 6 (1+3+1+1)           | +3:24,1       |
| 24   | 18 | Linn Persson            | Schweden           | 43:46,6    | 8 (0+2+3+3)           | +3:28,6       |
| 25   | 9  | Hanna Öberg             | Schweden           | 44:03,2    | 7 (0+3+1+3)           | +3:45,2       |
| 26   | 22 | Paulína Fialková        | Slowakei           | 44:04,8    | 8 (0+3+1+4)           | +3:46,8       |
| 27   | 20 | Monika Hojnisz-Staręga  | Polen              | 44:06,6    | 8 (2+3+1+2)           | +3:48,6       |
| 28   | 28 | Lucie Charvátová        | Tschechien         | 44:28,7    | 5 (0+2+2+1)           | +4:10,7       |
| 29   | 12 | Anaïs Bescond           | Frankreich         | 46:02,3    | 10 (0+2+3+5)          | +5:44,3       |
| 30   | 21 | Alina Stremous          | Moldau             | 47:30,0    | 9 (1+2+3+3)           | +7:12,0       |